# ISS集團

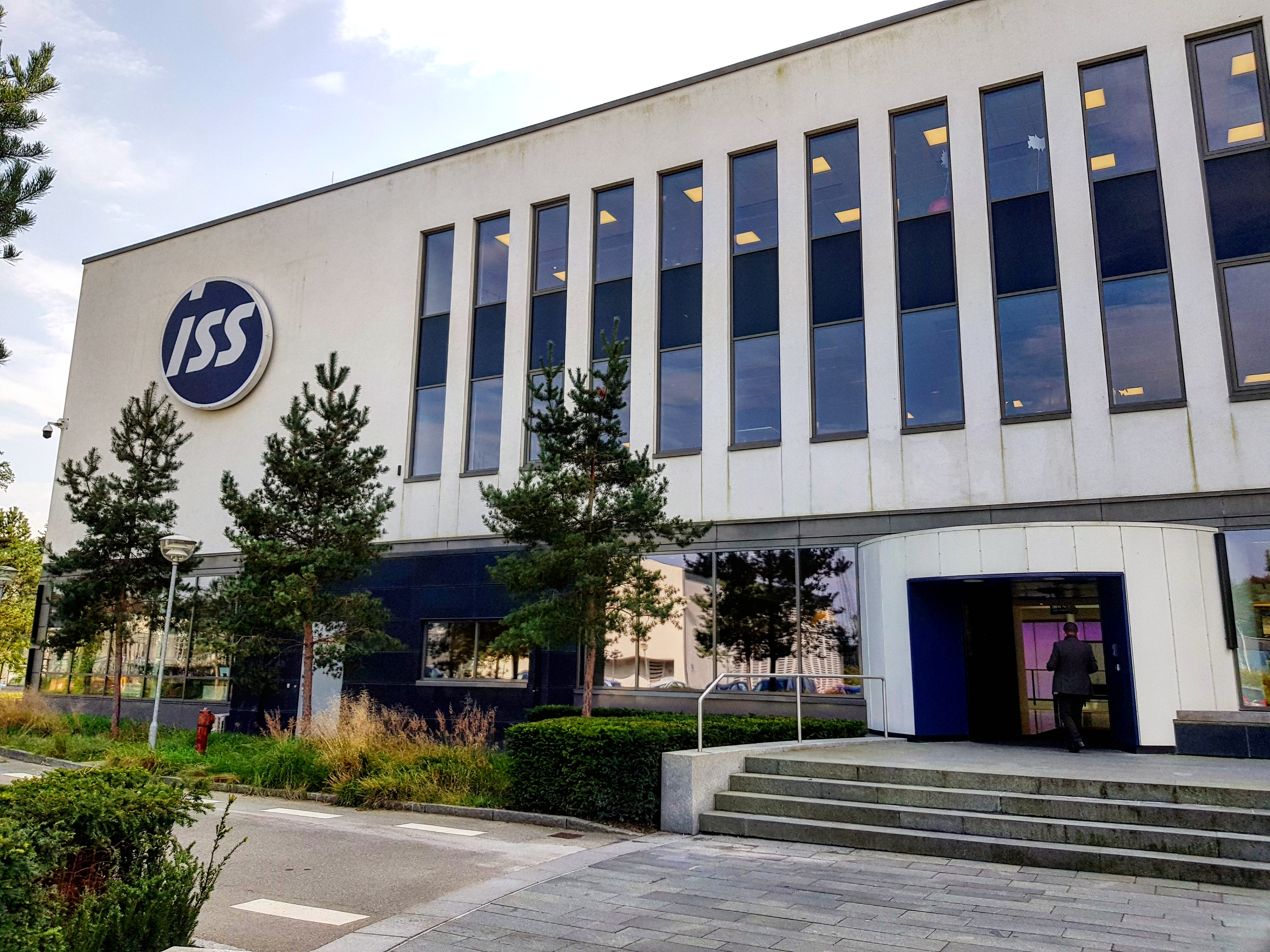
ISS集團

ISS集團（Integrated Service Solutions，ISS A/S），是一間成立於1901年的跨國公司，總部在丹麥哥本哈根，主要生意為設施管理及保全清潔等。ISS在全球46個國家擁有超過485,908名員工（2018年底）。集團2018年收入達735.92億丹麥克朗，自然增長3.9%，
1995年，ISS集團在香港成立子公司ISS  Facility Services Limited 置邦設施服務有限公司 ，寫字樓在香港島太古坊多盛大廈，全港僱員超過1.55萬人，包括清潔工和保安員等。

## 外部參考
- 官方网站